# Bibliothèque du futur
La « bibliothèque du futur » est un projet mené par l'artiste écossaise Katie Paterson (en) : celle-ci prévoit d'accumuler 100 manuscrits pour les éditer et les publier en 2114.

## Historique
Au printemps 2014, Katie Paterson obtient l'autorisation de planter 1 000 arbres en périphérie d'Oslo pour fournir la matière première des livres. Elle prévoit de recueillir un nouveau manuscrit chaque année jusqu'en 2114. Chacun d'entre eux sera conservé et gardé secret dans une bibliothèque d'Oslo,. Cent ans après le lancement de Future Library, en 2114, les arbres seront abattus et les manuscrits imprimés pour la première fois.
Chaque année, un comité sélectionne un  écrivain sur la base de « contributions exceptionnelles à la littérature ou à la poésie, et pour la capacité de son travail à capter l'imagination de cette génération et des générations futures ». Les auteurs ne reçoivent aucune directive précise. Selon Katie Paterson,  ce processus de publication retardé  peut être une source d'inspiration et une liberté de création unique en déclarant : « Peut-être que cela donne la liberté de parler à un lecteur que vous ne connaîtrez jamais ».
La première romancière à contribuer au projet est la canadienne Margaret Atwood.

## Liste des contributions
| Année | Auteur             | Nationalité         | Titre du manuscrit | Date de remise du manuscrit |
| ----- | ------------------ | ------------------- | --- | --------------------------- |
| 2014  | Margaret Atwood    |                     | Scribbler Moon | 27 mai 2015                 |
| 2015  | David Mitchell     |                     | From Me Flows What You Call Time | 28 mai 2016                 |
| 2016  | Sjón               |                     | VII As My Brow Brushes on the Tunics of Angels, or the Drop Tower, the Roller Coaster, the Whirling Cups and Other Instruments of Worship from the Post-Industrial Age | 2 juin 2017                 |
| 2017  | Elif Shafak        |                     | The Last Taboo | 2 juin 2018                 |
| 2018  | Han Kang           |                     | Dear Son, My Beloved | 25 mai 2019                 |
| 2019  | Karl Ove Knausgård |                     | Blind Book |                             |
| 2020  | Ocean Vuong        |                     | King Philip |                             |
| 2021  | Tsitsi Dangarembga |                     | Narini and Her Donkey |                             |
| 2022  | Judith Schalansky  | allemande           | Fluff and Splinters: a Chronicle |                             |
| 2023  | Valeria Luiselli   | mexicano-américaine | |                             |
| 2024  |                    |                     | |                             |